# 西鐵天神高速客運總站
西鐵天神高速客運總站（日语：／ Nishitetsu-Tenjin kōsoku basu tāminaru */?），位於日本福岡縣福岡市中央區，是西日本鐵道設置的客運總站。

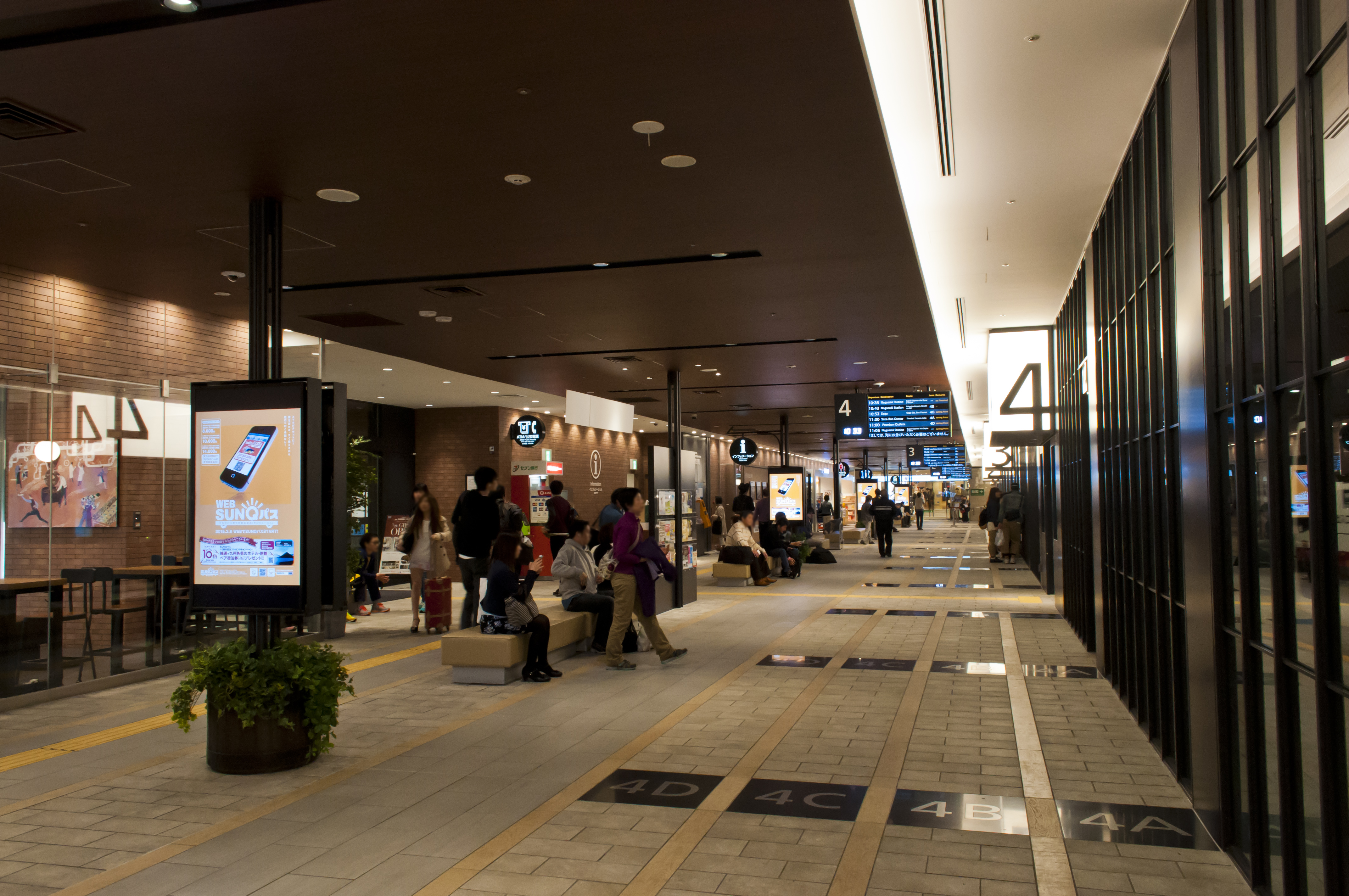
客運總站內部

## 概要
車站在西鐵福岡（天神）車站的正上方，SOLARIA總站大樓3樓。開行許多前往九州、四國和本州主要城市的長途客運路線。
車站設有10個月台，東側的上車月台為0-6號月台，西側設有3個下車月台。

## 櫃臺
有西鐵巴士售票櫃臺，早晨和深夜沒有辦理。
另外，自動售票機可以買車票（單程，往返)。

## 月臺

西鐵天神高速客運總站的地圖

東邊有7面上車月臺。月臺如下所示正每隔目的地被分開。
福岡縣內巴士大致從1和2月臺開車，福岡縣外巴士從3-6月臺開車。
夜行高速巴士原則上從6月臺發車。
在加班車的時候，有上車月臺被改為的情況。

### 0月臺
- 專車

### 1月臺
- 機場接駁巴士　開往福岡機場國際線航廈
  - 有直行(Non-stop)班次，快速(Rapid)班次，各站停車班次的3個種類。
  - 由於COVID-19，所有班次從2020年10月起暫停。
- 特急 福岡-筑豐線（西鐵巴士築豐營運）　開往飯塚・坂之下・田川後藤寺・福岡縣立大學・九工大飯塚校區
- Fukufuku號（和西鐵巴士，山電交通聯營）　開往下關（經唐戶）

### 2月臺
- 中谷號　開往小倉車站前・砂津・小倉港（經若宮IC・直方PA・小倉南IC・中谷・賽馬場前北九州市立大學前）
- 引野號　開往小倉車站前・砂津（經直方PA・高速千代新城・黑崎IC引野口・紫川出入口）
- 到津號　開往小倉車站前・砂津（經黑崎IC引野口・高速皿倉山纜車・大谷出入口・到津之森公園前・南小倉車站前・西小倉車站前）
- 福岡-行橋線（西鐵巴士北九州營運）　開往行橋營業所（經小倉東IC・苅田車站入口）
- 福岡-直方線（西鐵巴士築豐營運）　開往直方巴士中心（經若宮IC・直方PA・八幡IC）

### 3月臺
- 火之國號（和西鐵巴士，九州產交巴士聯營）　開往熊本交通中心・熊本車站前（經西合志・熊本縣廳前）
  - 有超級不停(Super Non-stop)班次，經由植木IC班次 ，各站停車班次的3個種類。

### 4月臺
- 若楠號（西鐵巴士佐賀營運）　開往佐賀車站總站・佐賀第二合同廳舎（經高速基山・高速金立・高志館高校前・總合體育館前）
- 福岡-佐賀機場線（西鐵巴士佐賀營運）　開往佐賀機場（直達）
  - 按照春秋航空的佐賀機場起飛和到達時間運行
- 福岡-鳥栖Premium Outlets線（西鐵巴士佐賀營運）　開往鳥栖Premium Outlets（直達）
- 佐世保號（和西鐵巴士，西肥自動車聯營）　開往佐世保巴士中心・佐佐巴士中心（經築紫野・高速基山）
  - 有超級不停(Super Non-stop)班次，不停(Non-stop)班次，經由福岡機場國際線航廈班次的3個種類。
- 福岡-豪斯登堡線（和西鐵巴士，西肥自動車聯營）　開往豪斯登堡（經高速基山）
  - 有不停(Non-stop)班次，經由福岡機場國際線航廈班次的両個種類
- 九州號（九州急行巴士營運）　開往長崎車站前（經築紫野・高速基山・嬉野IC・大村IC・諫早IC・昭和町 或 大波止）
  - 有超級不停(Super Non-stop)班次，經由大波止，經由昭和町，経由大村IC和昭和町的3個種類。  一般班次有經由福岡機場，經由福岡機場和嬉野IC，経由福岡機場和嬉野溫泉的3個種類。
- 島原號（和西鐵巴士，島鐵巴士聯營）　開往島原車站・島鐵巴士中心（經築紫野・高速基山・縣營諫早巴士總站・本諫早・愛野・多比良）

### 5月臺
- 豐之國號（和西鐵巴士，龜之井巴士，大分交通，大分巴士聯營）　開往大分新川 或 別府北濱（經築紫野・高速基山・要町 或 高速別府灣APU・鐵輪口）
  - 有開往大分的超級不停(Super Non-stop)班次，開往別府的不停(Non-stop)班次的兩個種類。
- 由布院號（和西鐵巴士，龜之井巴士，日田巴士聯營）　開往由布院車站前巴士中心（經築紫野・高速基山）
- 日田號（和西鐵巴士，日田巴士聯營）　開往日田巴士中心・日田溫泉入口（經築紫野・高速基山・高速甘木・朝倉IC・日田IC）
  - 有不經由福岡機場，經由福岡機場班次的兩個種類。
- 福岡-黑川溫泉線（和日田巴士，九州產交巴士聯營）　開往豪斯登堡（經高速基山・日田巴士中心・杖立・南小國町役場前）
- 唐津號（昭和自動車營運）　開往唐津大手口
- 伊萬里號（昭和自動車營運）　開往伊萬里車站・伊萬里營業所（經唐津IC・山本車站）

### 6月臺
- 臨時公車（活動召開時營運）　開往福岡Yahuoku!巨蛋（直達）
- 五瀨號（和西鐵巴士，宮崎交通聯營）　開往延岡車站（經美里町・山都町矢部・五瀨町役場前・宮崎交通高千穂巴士中心・日之影町）
- Phoenix號（和西鐵巴士，宮崎交通，九州產交巴士，JR九州巴士聯營）　開往宮崎車站（經高速基山・人吉IC・小林IC）
  - 有不停(Non-stop, Super Phoenix號)班次，各站停車(Phoenix號)班次的兩個種類。
- 櫻島號（和西鐵巴士，南國交通，鹿兒島交通，鹿兒島交通觀光巴士，JR九州巴士聯營）　開往鹿兒島中央車站（經高速基山）
  - 有不停(Non-stop)班次，各站停車班次的兩個種類。
- 博多號（西鐵巴士營運）　開往新宿車站（夜行，直達）
- Dontaku號（和西鐵巴士，名鐵巴士聯營）　開往名鐵巴士中心（夜行，經榮Oasis21）
- 讚岐Express福岡號（四國高速巴士營運）　開往高松車站（夜行，經坂出車站・丸龜車站・善通寺IC・高松中央IC）
- 道後Express福岡號（和伊予鐵道巴士，伊予鐵南予巴士，瀨戶內運輸聯營）　開往松山市車站・松山室町營業所（夜行，經川內IC・松山IC・道後溫泉車站・大街道車站）
- 珀加索斯號（和西鐵巴士，兩備巴士，下津井電鐵聯營）　開往岡山車站（夜行，經倉敷車站）
- 大山號（和日本交通，日ノ丸自動車聯營）開往鳥取車站（夜行，經米子車站・倉吉巴士中心）

## 脚注
1. ↑  国土交通省自動車交通局 一般バスターミナル現況PDF

## 外部連結
- 西鐵高速客運總站 （页面存档备份，存于）（日語）